# زاویه (برنامه تلویزیونی)
برنامه زاویه محصول گروه فرهنگ و اندیشه شبکه چهارم سیماست.این برنامه با دعوت از حداقل دو صاحب نظر حوزه اندیشه در علوم انسانی به تحلیل و گفت‌و‌گو درباره مهم‌ترین موضوعات فرهنگی و اندیشه‌ای می‌پردازد و می تواند زمینه ساز مباحثه و مناظره مطلوب در رسانه ملی باشد.
زاویه چهارشنبه‌ شب‌ها ساعت ۲۲ با اجرای دکتر عطالله بیگدلی و تهیه‌کنندگی علی خواجه و سردبیری مجتبی طالقانی پخش می‌شود.

## برکناری مجری و مدیر گروه معارف
تا آذرماه ۱۳۹۱، عبدالله صلواتی، اجرای برنامه را بر عهده داشت و علیرضا حائری تهیه‌کننده بود. در روزهای ۱۵ و ۲۲ آذر، برنامه زاویه با حضور محمدمنصور هاشمی و شهریار زرشناس و بحث دربارهٔ روشنفکری برگزار شد. در جلسه دوم، یک درگیری لفظی میان مجری و زرشناس پیش‌آمد. سپس تهیه‌کننده برنامه اعلام کرد زاویه تا بیست دی پخش نمی‌شود. به گزارش خبرگزاری فارس، همان مجادله لفظی باعث برکناری مجری شد. همچنین در همان روزها، مکرمه آقایی مدیر گروه معارف نیز برکنار شد و مهدی حاجی سیاری جای او را گرفت.
پخش سری جدید برنامه زاویه با اجرای مسعود معینی‌پور از ۲۷ دی‌ماه ۱۳۹۱ آغاز شد. پس از مدتی، عبدالله صلواتی مجددا اجرای برنامه را بر عهده گرفت.
دکتر حسن محدثی گیلوایی در تاریخ چهارشنبه ۱۳ دی ۱۳۹۶ (همزمان با ناآرامی‌های دی ماه ۱۳۹۶)، حین مناظره با هادی صادقی در برنامه زاویه که به صورت زنده پخش می‌شد، صداوسیمای ایران را به دلیل «دروغ‌های سیستماتیک» به باد انتقاد گرفت و گفت که حتی صدای منتخب ملت هم در این رسانه به خوبی منعکس نمی‌شود. او در این برنامه با متد علمی ویژگی های یک نظام سیاسی مشروع را تشریح نمود و بیان داشت با توجه به مطالعات تجربی، وضع کنونی نظام جمهوری اسلامی عدم داشتن ویژگی های مذکور است.